# Fluprednisolone
La fluprednisolone est un prégnane et un corticostéroïde de synthèse.